# Leontij Magnitskij

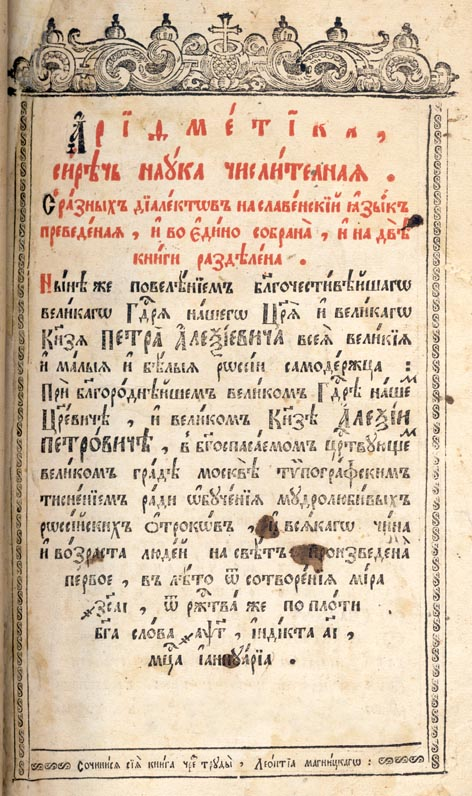
Magnitskijs Арифметика (Aritmetik) från 1703.

Leontij Filippovitj Magnitskij (ryska: Леонтий Филиппович Магницкий), född 9 juni 1669 i Ostasjkov, guvernementet Tver, död 19 oktober 1739 i Moskva, var en rysk matematiker.
Magnitskij blev lärare i aritmetik vid den 1701 i Moskva inrättade skolan för matematik och navigation. Han författade den första aritmetiken på ryska (1703), omfattande även geometri och astronomi; dessutom översatte han från nederländskan logaritmtabeller och en astronomisk handbok för sjöfarande.